# عرعر (شهر)
شهر عرعر (به عربی: عرعر) در الحدود الشمالیه در کشور عربستان سعودی واقع شده‌است. جمعیت این شهر ۱۴۵٫۲۳۷ نفر است.